# Tour de Corse cycliste
Le Tour de Corse, créé en 1920 et ouvert aux professionnels en 1971, est une  course cycliste par étapes française.

## Palmarès
| Année                           | Vainqueur               | Deuxième               | Troisième            |
| ------------------------------- | ----------------------- | ---------------------- | -------------------- |
| 1920                            | Napoléon Paoli          | Adrien Alpini          | Sylvestre Colombiani |
| 1921-1925                       | pas de course           |                        |                      |
| 1926                            | Eugène Maurel           | Michel Angeli          | Armand Rabissoni     |
| 1927 (1)                        | Marcel Subrero          | Paul Casabianca        | Antoine Idda         |
| 1927 (2)                        | Jacques Gandolfi        | François Natali        | Napoléon Paoli       |
| 1928                            | Marcel Prigent          | Jean Maestracci        | Marius Mancini       |
| 1929                            | Henri Roche             | Eugène Maurel          | Verzura              |
| 1930                            | Henri Roche             | Corrado Bettini        | Charles Tomasi       |
| 1931                            | Raymond Gravini         | Paul Caïtucoli         | Vincent Decherchi    |
| 1932                            | Olinto Ducceschi        | Paul Caïtucoli         | Louis Teisseire      |
| 1933                            | Marc Leccia             |                        |                      |
| 1934                            | Enrico Puppo            | Décimo Bettini         | Adelmo Filoni        |
| 1935                            | Nello Troggi            | Hermann Buse           | Paolo Bianchi        |
| 1936 (1)                        | Décimo Bettini          | Jacques Dalmasso       | Maurice Ribero       |
| 1936 (2)                        | Florindo Eufemi         | Paolo Bianchi          | Gino Proietti        |
| 1937-1948                       | pas de course           |                        |                      |
| 1949                            | Marius Mutero           | Agostino Bettini       | Gino Zei             |
| 1950                            | Dominique Canavèse      | Gino Zei               | Joseph Aureille      |
| 1951-1955                       | pas de course           |                        |                      |
| 1956                            | Jacques Collado         | Adolphe Ferrigno       | Alphonse Chiapolini  |
| 1957                            | pas de course           |                        |                      |
| 1958                            | Gilbert Salvador        | Manuel Cruz            | René Vallat          |
| 1971                            | Alain Santy             | Pierre Martelozzo      | Christian Raymond    |
| 1972-1974                       | pas de course           |                        |                      |
| 1975                            | Miguel María Lasa       | Guy Sibille            | Michel Laurent       |
| 1976                            | Michel Laurent          | Antonio Lualdi         | Patrick Perret       |
| 1977                            | Régis Ovion             | Patrick Béon           | Roger Legeay         |
| 1978                            | Michel Laurent          | Gilbert Chaumaz        | Joaquim Agostinho    |
| 1979                            | Sven-Åke Nilsson        | René Bittinger         | Christian Jourdan    |
| 1980                            | Gilbert Duclos-Lassalle | Michel Laurent         | Joaquim Agostinho    |
| 1981                            | Stephen Roche           | Michel Laurent         | Bernard Hinault      |
| 1982                            | Bernard Hinault         | Pascal Simon           | Greg LeMond          |
| 1983-1984                       | pas de course           |                        |                      |
| Épreuve courue par les amateurs |                         |                        |                      |
| 1985                            | Patrick Busolini        | Wayne Bennington       | Althusser            |
| 1986                            | Jean-Marc Angelotti     |                        |                      |
| 1987                            | Philippe Magnien        |                        |                      |
| 1988-2000                       | pas de course           |                        |                      |
| 2001                            | Dominique Bozzi         | Francis Mourey         |                      |
| 2002                            | Francis Mourey          |                        |                      |
| 2003                            | Francis Mourey          | Dominique Bozzi        |                      |
| 2004-2006                       | pas de course           |                        |                      |
| 2007                            | Yoni Beauquis           | Frédéric Frech         | Jonathan Lopez       |
| 2008                            | Paul Sage               | Florian Bernard        | Florent Gignon       |
| 2009                            | Cyrille Vincenti        | Kévin Giraud           | Jordan Thiré         |
| 2010                            | Anthony Thomas          | Ludovic Bret           | Jordan Thiré         |
| 2011                            | Matthieu Couffignal     | Vincent Couffignal     | Florent Icare        |
| 2012                            | Wojciech Sykala         | Nicolas Gaurin         | Quentin Charles      |
| 2013                            | Antoine Besson          | Gracjan Szeląg         | Fabrice Collado      |
| 2014                            | Pascal Bousquet         | Quentin Vanoverschelde | Baptiste Bouchet     |
| 2015                            | reporté puis annulé     |                        |                      |